# 1703

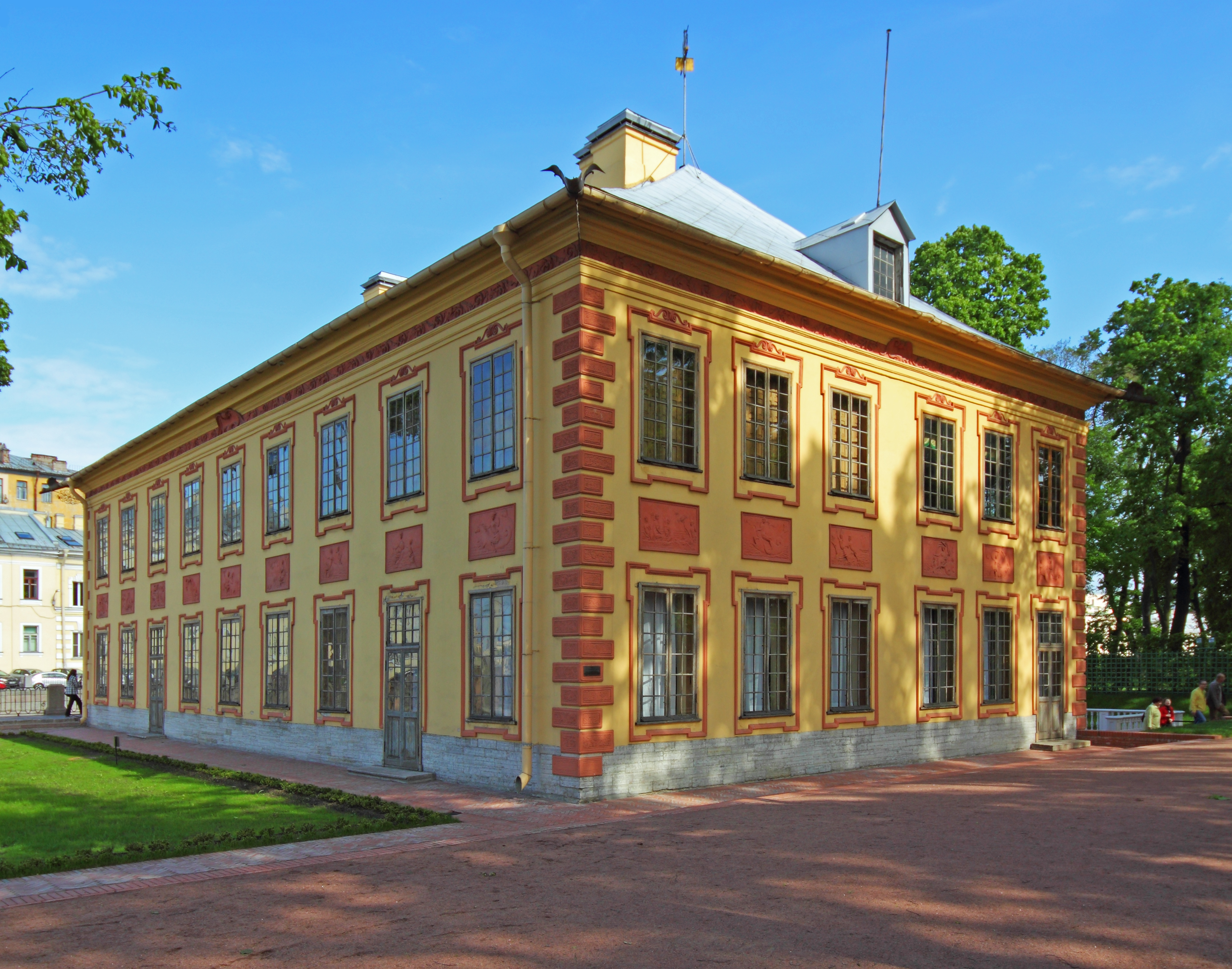
Tsaar Peters bescheiden zomerpaleis in St. Petersburg

Het jaar 1703 is het 3e jaar in de 18e eeuw volgens de christelijke jaartelling.

## Gebeurtenissen
januari
- 14 - De Umbrische stad Norcia wordt getroffen door een aardbeving met een kracht van 6,7 op de schaal van Richter. Ook de plaatsen Spoleto en Rieti worden verwoest.

februari
- 4 - In Japan plegen De zevenenveertig ronin zelfmoord in opdracht van het shogunaat.

maart
- 16 - Tsaar Peter de Grote legt de eerste steen voor de Petrus en Paulus-vesting: stichting van Sint-Petersburg.

mei
- 18 - Peter de Grote richt de Baltische Vloot op met basis te Kronstadt.
- 27 - Stichting van Sint-Petersburg.
- Friesland en Groningen pleiten in de Staten-Generaal voor de benoeming van hun stadhouder Johan Willem Friso tot "generalissimo".

juli
- 30 - In de Spaanse Successieoorlog probeert het Nederlandse leger tevergeefs Antwerpen te veroveren. In de Slag bij Ekeren raken de Staatse troepen omsingeld door de Fransen en kunnen ternauwernood ontsnappen.

december
- 3 - Op de rede van Hindeloopen slaan in zware storm 23 zeeschepen van hun ankers en lopen bij Ferwoude en Zurich op de kust.
- 7-9 - De kusten van Nederland en Zuid-Engeland worden getroffen door een stormvloed.
- 8 - De kapel van het Buitengasthuis in Zwolle stort in tijdens een hevige storm.

zonder datum
- Nu het vorstendom Orange overgegaan is op het huis Bourbon-Conti verdrijft koning Lodewijk XIV van Frankrijk alle protestanten uit de stad.
- Het kasteel De Nijenborg in Weert wordt verwoest door Spaanse troepen.
- De Franse botanicus Plumier vernoemt een plantenfamilie op Martinique naar de botanicus Pierre Magnol: de magnolia.

## Muziek
juli
- Johann Sebastian Bach wordt op 18-jarige leeftijd gevraagd het nieuwe orgel in de Neue Kirche in Arnstadt in te wijden. Hij maakt grote indruk en wordt direct daarna aangesteld als vaste organist

zonder datum
- De Oostenrijkse componist Benedikt Anton Aufschnaiter schrijft zijn Dulcis Fidium Harmoniæ, Opus 4
- François Couperin schrijft Quatre versets du Motet de Psaume CXVIII

## Bouwkunst

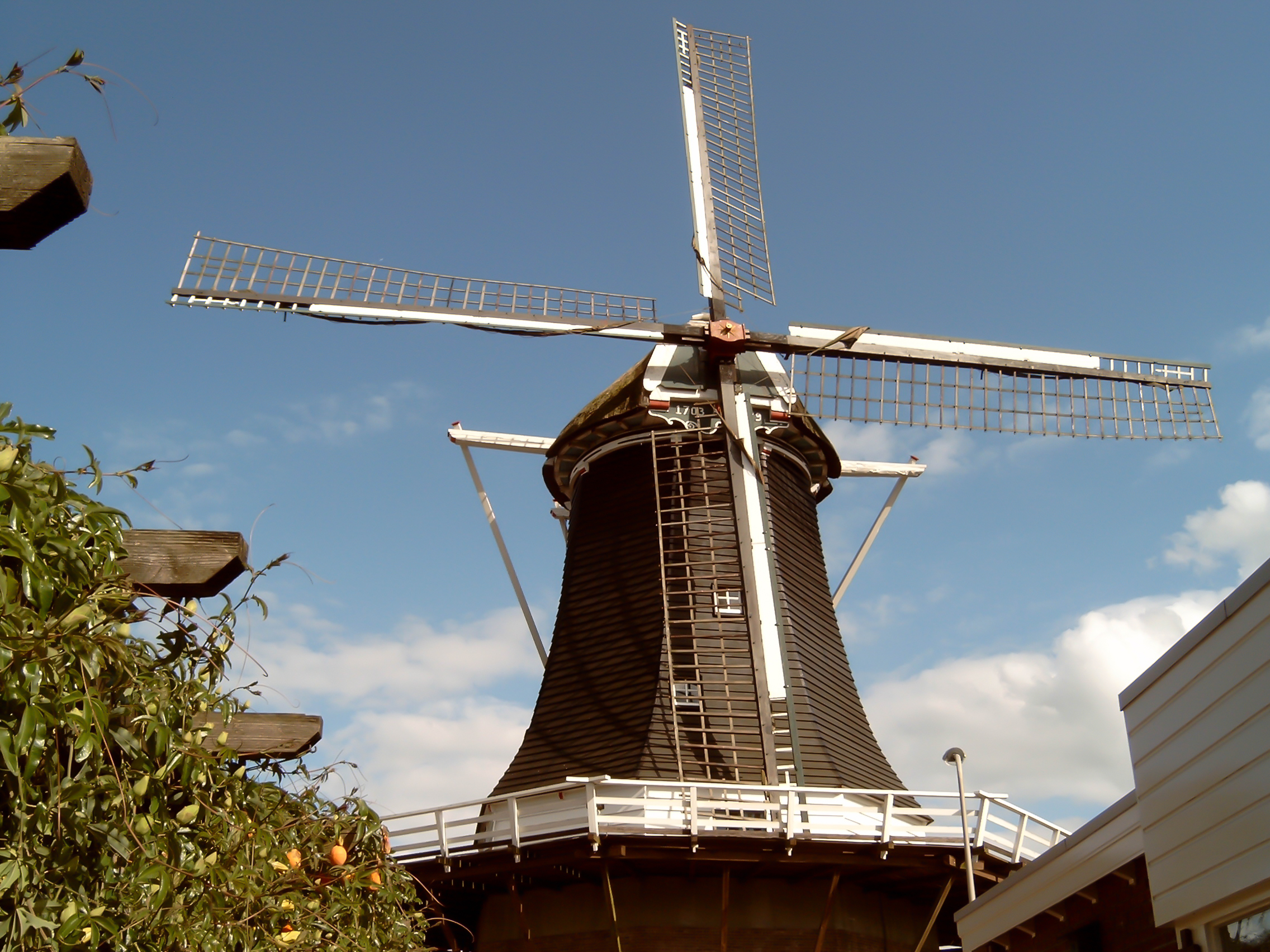
De Wijhese Molen, Wijhe (1703)

## Geboren

#### februari
- 21 - Mary Toft, Britse vrouw die beweerde konijnen te baren (overleden 1763) (genoemde datum is doopdatum)

juni
- 17 - John Wesley, Brits theoloog en predikant; grondlegger van het methodisme (overleden 1791)

augustus
- 4 - Lodewijk IV van Orléans, hertog van Valois en hertog van Orléans (overleden 1752)

september
- 3 - Johan Theodoor van Beieren, kardinaal, prins-bisschop van Luik (overleden 1763)

## Overleden
maart

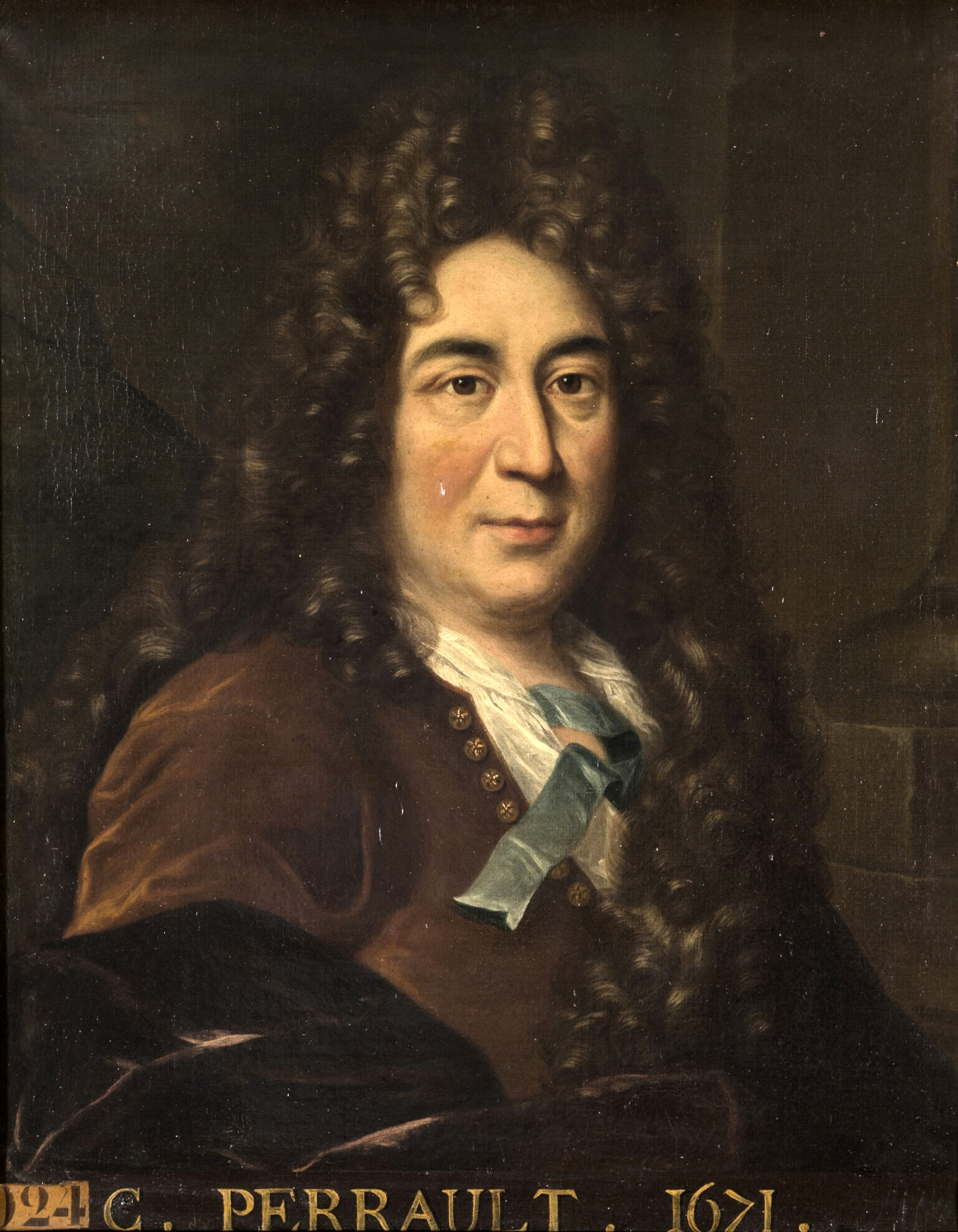
Charles Perrault

- 3 - Robert Hooke (67), Brits sterrenkundige, natuurkundige en architect
- 12 - Jan van Delen (~68), Brabants beeldhouwer en architect
- 31 - Johann Christoph Bach (60), Duits componist

mei
- 16 - Charles Perrault (75), Frans schrijver
- 26 - Samuel Pepys (70), Brits ambtenaar en dagboekschrijver

juli
- 17 - Roemer Vlacq II (65), Nederlands zeekapitein

oktober
- 28 - John Wallis (86), Brits wiskundige

november
- 30 - Nicolas de Grigny (31), Frans orgelcomponist